# Кучер (Кучерук) Макарій Аверкійович
Макарій Аверкієвич Кучер (Кучерук) ( 1874 — ?, після 1907) — селянський депутат I Державної думи від Подільської губернії.

## Біографія

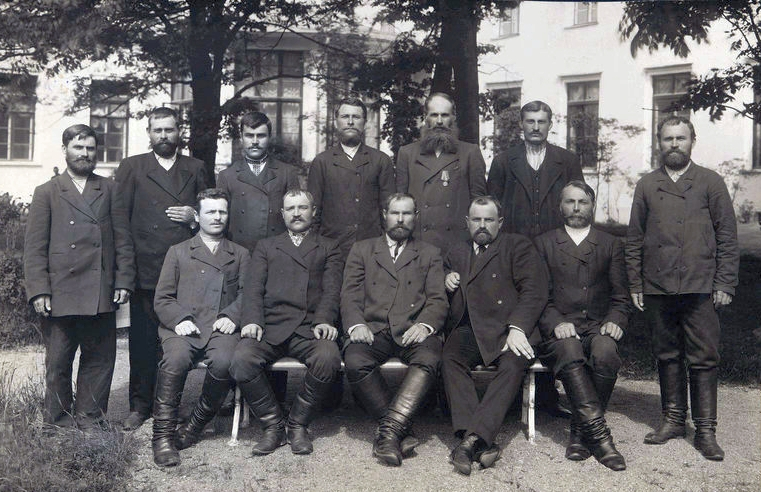
Депутати Державної думи I скликання від Подільської губернії. Стоять: Шепітка Д.І., Кучеренко І.З., Бей В.І., Гнатенко І. Г., Яременко П. Н., Косаренчук І. І., Рибачок О.Ф .; сидять: Романюк А. І., Кучер М. А., Штефанюк Л. Є., Заболотний І. К., Михаленко П. Н.

Православний українець, селянин села Сміли Літинського повіту Подільської губернії.
Мав початкову освіту, грамотний. Займався хліборобством.
В 1906 був обраний в I Державну думу від загального складу виборщиків Подільського губернських виборчих зборів. Політична приналежність істориками заперечується: за одними даними, він входив у Трудову групу; за іншими даними, був безпартійним.
Подальша доля невідома.